# Bandara mimica
Bandara mimica är en insektsart som beskrevs av Delong 1980. Bandara mimica ingår i släktet Bandara och familjen dvärgstritar. Inga underarter finns listade i Catalogue of Life.